# Cratere Landau
Landau è un grande cratere lunare di 218,15 km situato nella parte nord-orientale della faccia nascosta della Luna.
Il cratere è dedicato al fisico sovietico Lev Davidovič Landau.

## Crateri correlati
Alcuni crateri minori situati in prossimità di Landau sono convenzionalmente identificati, sulle mappe lunari, attraverso una lettera associata al nome.
| Landau | Coordinate             | Diametro (in km) |
| ------ | ---------------------- | ---------------- |
| Q      | 40°39′00″N 122°01′12″W | 29,75            |